# Wybory parlamentarne na Białorusi w 2008 roku
Wybory parlamentarne na Białorusi w 2008 roku odbyły się 28 września. Białorusini wybierali w okręgach jednomandatowych 110 członków Izby Reprezentantów. Demokratyczna opozycja startowała w ramach koalicyjnej listy - Zjednoczone Siły Demokratyczne. O 110 miejsc ubiegało się 279 kandydatów, w tym 70 opozycyjnych. Lokale wyborcze były kontrolowane przez obserwatorów OBWE, Rady Europy, WNP i parlamentu Państwa Związkowego Rosji i Białorusi.

## Okoliczności wyborów
W porównaniu do innych krajów europejskich na Białorusi kampania wyborcza była bardzo ograniczona. Zachodni komentatorzy i opozycja spodziewała się fałszerstw i manipulacji ze strony reżimu. Portal Biełorusskij Partizan opublikował tzw. listę Łukaszenki zawierającą spis pięciu opozycjonistów, którzy według planu władz mieli otrzymać miejsca w parlamencie. Jednocześnie w ciągu ostatnich tygodni przed wyborami ożywiły się kontakty pomiędzy przedstawicielami władz białoruskich a Unią Europejską. Białoruś otrzymała zapewnienie o zniesieniu sankcji w zamian za przeprowadzenie uczciwego głosowania. Dużą rolę w nawiązaniu dialogu odegrała polska dyplomacja, która zaproponowała ułatwienia wizowe dla Białorusinów oczekując od reżimu spełnienia określonych wymogów przy organizacji wyborów. Niepokój wśród unijnych urzędników wzbudziły jednak przedwyborcze wypowiedzi Andreja Papowa, rzecznika białoruskiego MSZ, który uznał, że wybory będą testem dla UE na jej obiektywizm, dalekowzroczność, mądrość polityczną i dojrzałość.

## Przebieg głosowania
Część wyborców uzyskała możliwość przedterminowego głosowania, już od 22 września. Według opozycji stworzyło to pole do nadużyć, gdyż po zamknięciu lokale nie pozostawały pod specjalnym nadzorem. Opinie te potwierdzili obserwatorzy OBWE. Z kolei obserwatorzy z ramienia WNP uznali, że wybory były bardzo dobrze zorganizowane.

## Wyniki
| Partia                                                         | Miejsca | +/- Z/S |
| -------------------------------------------------------------- | ------- | ------- |
| Komunistyczna Partia Białorusi (Камуністычная партыя Беларусі) | 6       | -2      |
| Białoruska Partia Agrarna (Беларуская аграрная партыя)         | 1       | -2      |
| Bezpartyjni kandydaci rządu                                    | 103     | +5      |

Frekwencja wyborcza przekroczyła 50%, co oznacza, że ich wyniki są wiążące. W nowym parlamencie nie znalazł się ani jeden przedstawiciel opozycji. Frekwencja wyniosła 76,7%.

## Komentarze i reakcje
W związku z trudnościami w prowadzeniu kampanii wyborczej oraz niedopuszczenia opozycji do liczenia głosów, po zamknięciu lokali wyborczych około 300 zwolenników opozycji rozpoczęło manifestację przed biurem Centralnej Komisji Wyborczej w Mińsku. W ocenie Alaksandra Milinkiewicza władze stworzyły jedynie pozory demokracji na czas wyborów, w związku z czym opozycja nie uzna ich wyniku. Również według misji obserwacyjnej OBWE wybory nie spełniły standardów demokratycznych. Podobną opinię wyraziły Stany Zjednoczone. Natomiast obserwatorzy z ramienia WNP uznali wybory za wolne i demokratyczne. Przedstawiciele Unii Europejskiej, pomimo wątpliwości, ostatecznie zdecydowali się na kontynuowanie dialogu z przedstawicielami reżimu. W październiku 2008 ministrowie spraw zagranicznych państw członkowskich zdecydowali o półrocznym zawieszeniu sankcji wizowych wobec czołowych polityków białoruskich.